# Dům U Zlatého slona
Bývalý Dům U Zlatého slona, také Cukrovský nebo Laschův, je novobarokní stavba čp. 609/9 v Praze 1 na Starém Městě, postavená roku 1905 na nároží Staroměstského náměstí, Dlouhé třídy a Týnské uličky.
Od roku 1958 je dům chráněn jako kulturní památka 

## Historie

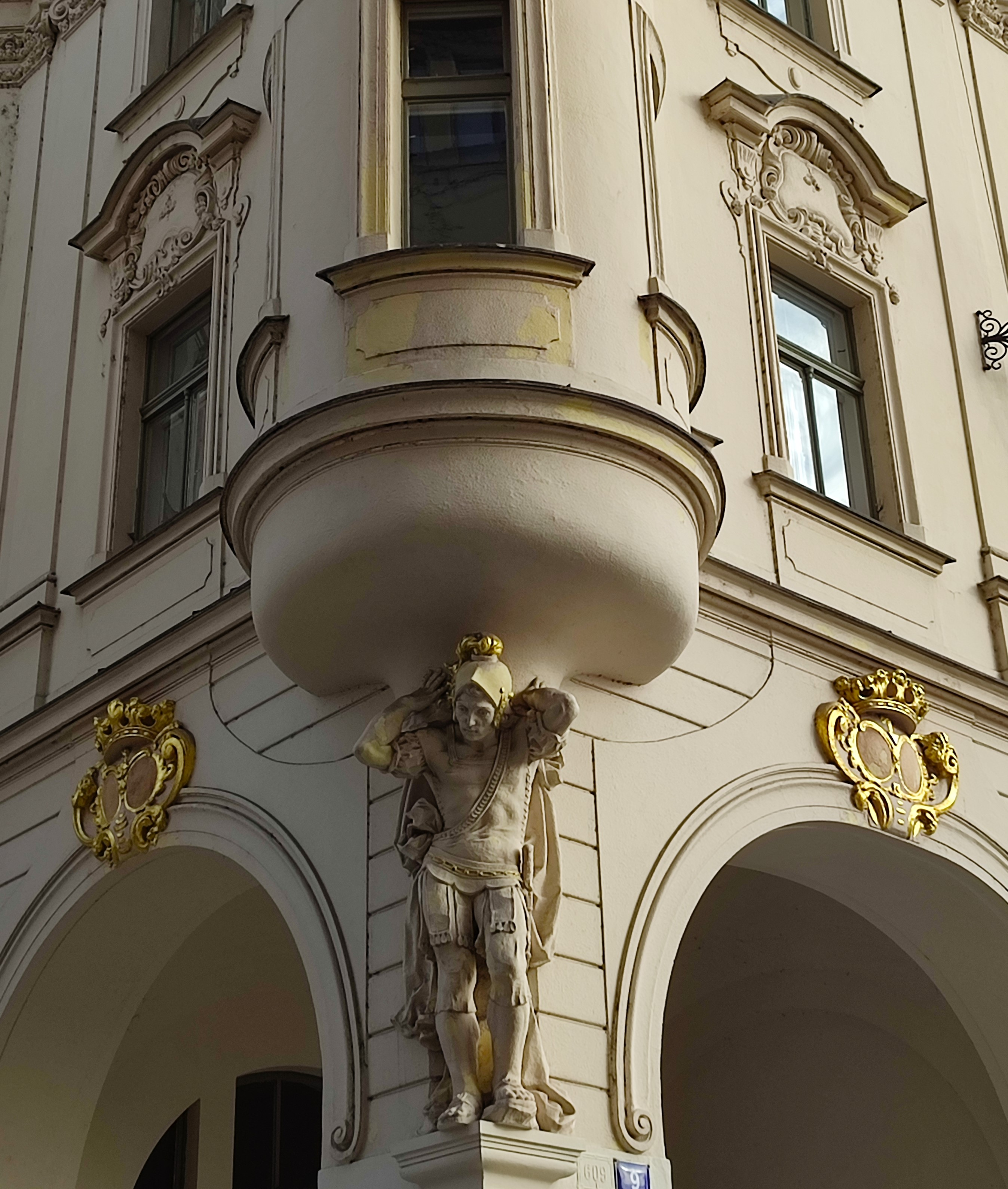
Socha rytíře nesoucí arkýř, po stranách prázdné erbovní štíty

První písemně doložený majitel domu byl k roku 1357 Franca Rokczaner, další majitel Cuncz Longus (česky Kunc Dlouhý) už své přízvisko zvolil podle ulice, nadále nazývané Dlouhá. Označení domu U slonů nebo U slona se původně vztahovalo na sousední dům čp. 610/I na rohu Týnské uličky, s nímž byl spojen v jeden, roku 1427 je zmíněn v kronice Bartoška z Drahonic. O rok později byl obyvatel (či majitel?) domu, husitský hejtman Hynek z Kolštejna, nalezen mrtev poté, co ho lotr Makowec zabil a svrhl z okna na dvůr. Od středověku byl v domě hostinec. 
Dům prošel přestavbou renesanční, ze které se až do jeho zboření zachovala sgrafita a barokní portál do náměstí. 
Roku 1629 dům koupila Kateřina Ludmila Dvořecká, rozená hraběnka Šliková a po ní se vystřídali další majitelé. Václav Josef hrabě Cukr z Tamfeldu (1687–1729) zdědil dům po své matce a společně s manželkou Marií Annou z Trauttmansdorffu-Weinsbergu († 1731) dal roku 1719 dům přestavět a fasádu upravit na pozdně barokní; do štítu průčelí dal vsadit alianční erb svůj a své manželky. Dvojice oválných znakových štítů byla přenesena na oblouk arkády dnešního domu. Po nich dům zdědil jejich syn Jan Erasmus Cukr z Tamfeldu († 1781), majitel zámku v Újezdu Svatého Kříže a poslední mužský potomek svého rodu.
Dům v 19. století obýval židovský obchodník Mojžíš Koppelmann Lasch s manželkou Barborou, kteří zemřeli bez potomků. Tak dům přešel do majetku židovské obce a od ní byl roku 1902 prodán městu Praze. 
Přes protesty Klubu Za starou Prahu byl roku 1904 zbořen v rámci asanace staré Prahy. Při bourání byla nalezena kamenná gotická žebra kleneb, štít a malované trámy stropů, jež zdokumentovaly fotografie Jindřicha Eckerta pro Památkový sbor hl. m. Prahy.
Mezi léty 1958–1993 část prostor a dvůr užíval Pohřební ústav hl. m. Prahy a v přízemí byla restaurace nejnižší, tj. IV. cenové skupiny. Po roce 1968 se sem kromě stálých hostů z řad zaměstnanců Pohřební služby stahovali disidenti a další nemajetní hosté, kteří hostinec nazývali U rakviček.

## Popis
Třípatrový dům se čtvrtým patrem v mansardové střeše je novostavbou od stavitele Františka Schlaffera z roku 1905. Stojí na trojúhelné parcele mezi Staroměstským náměstím, Dlouhou třídou a Týnskou uličkou. Díky své situaci a arkýři vysunutému do nároží na dvou obloucích arkád je výraznou dominantou v dálkových pohledech z Dlouhé třídy, Dušní i Kozí ulice. Přesahuje tak uliční čáru, stanovenou plánem asanace.  
Z hlediska stylu architektury je dům eklektickou kombinací prvků barokních a renesančních. Barokní je fasáda i socha atlanta nesoucí arkýř – volná replika barokní sochy Platzerovy z portiku Nové mincovny v Celetné 36. Renesanční jsou zbytky fresek na boční fasádě do Malého náměstí. Arkýř se podobá nedalekému arkýři domu U Zlatého rohu čp. 4/I, fresky. 
Fasáda do Staroměstského náměstí je svou štukovou dekorací přizpůsobena sousednímu domu U černé koule, čp. 610/I. Hlavní průčelí do Dlouhé třídy je devítiosé s lodžií na střední ose a se dvěma poli nástěnných maleb na fasádě druhého patra: první zobrazuje hejtmana Hynka z Kolštejna v souboji s útočníky. Na druhém je vymalován příchod Jiřího z Poděbrad k volbě králem na Staroměstskou radnici, uprostřed je vyobrazen jeho rodový znak pánů z Kunštátu a Poděbrad. 
Dům byl projektován jako činžovní s restaurací v nároží a svým účelům tak slouží dosud.
Situaci po dokončení novostavby zachytila fotografie z Bellmannova ateliéru z roku 1906.

## Galerie

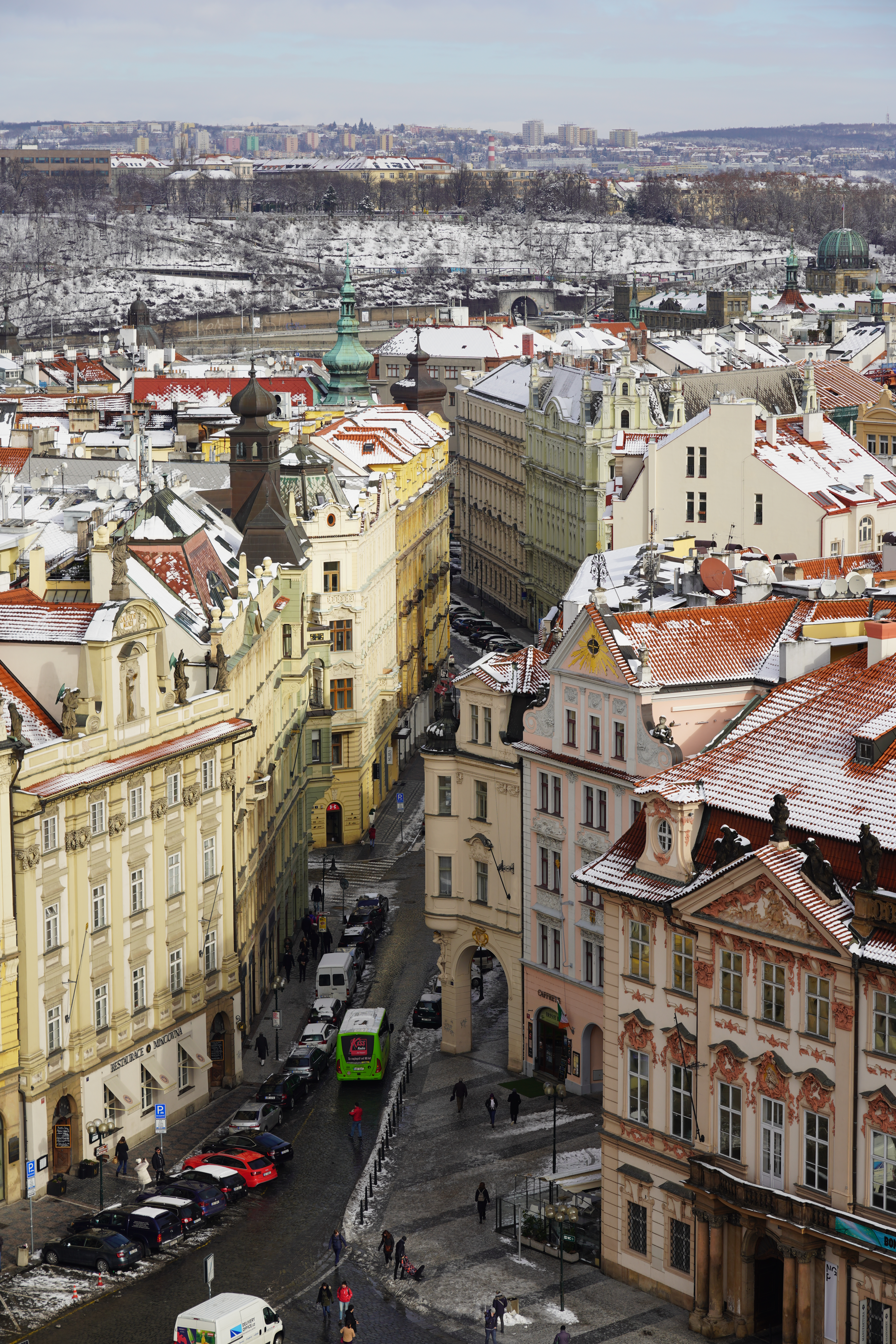
Situace v Dlouhé třídě
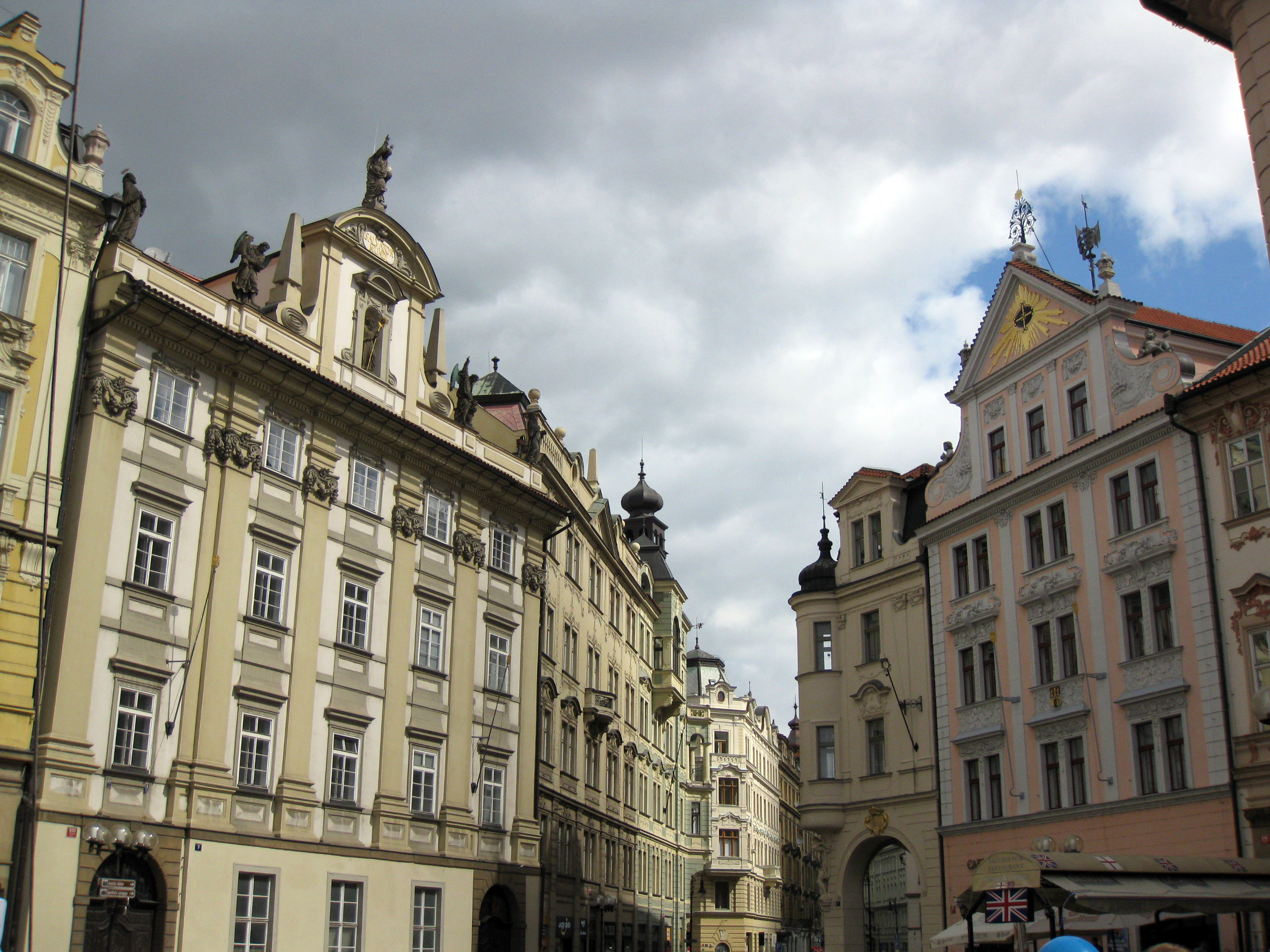
Situace do Staroměstského náměstí
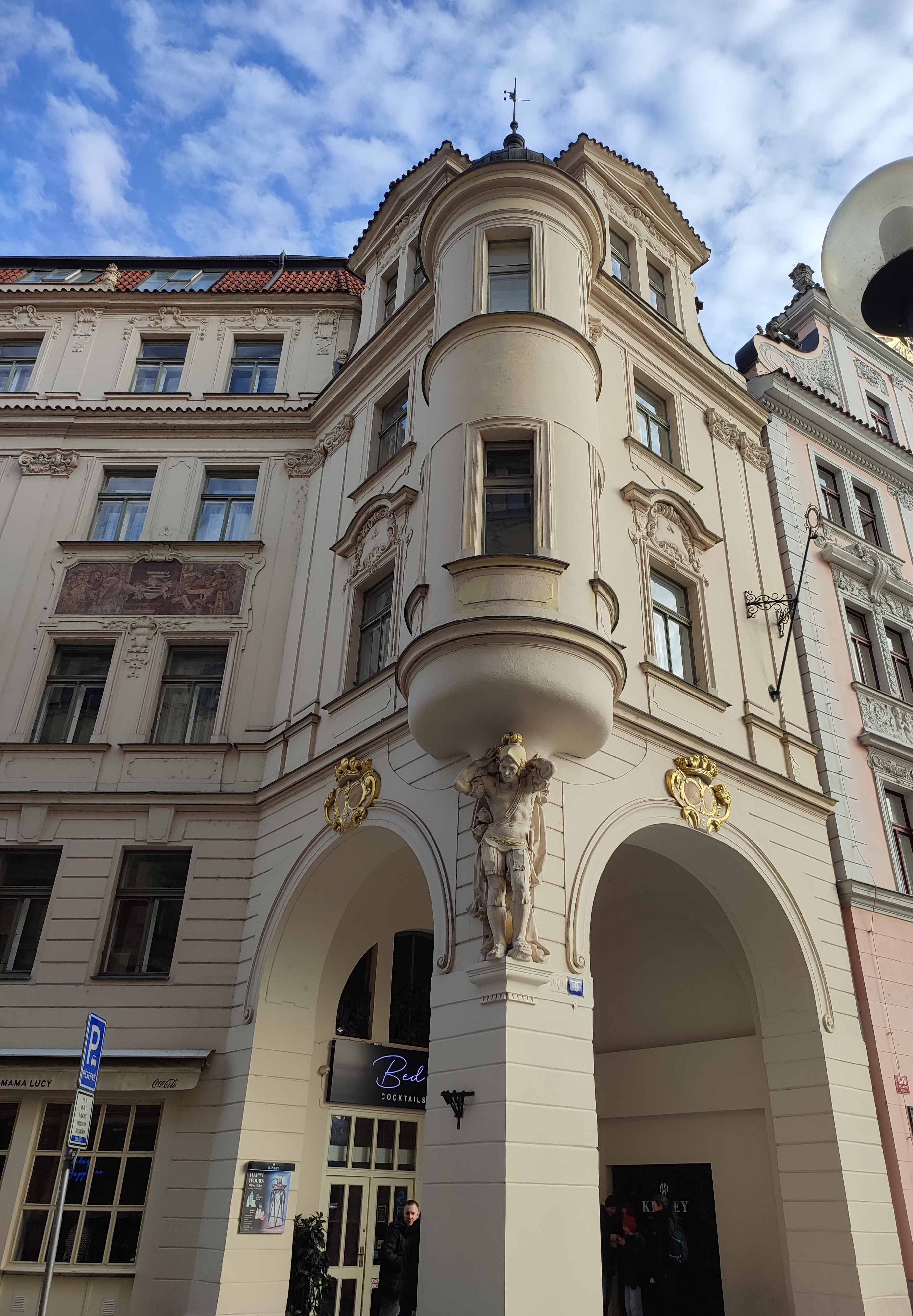
Arkýř
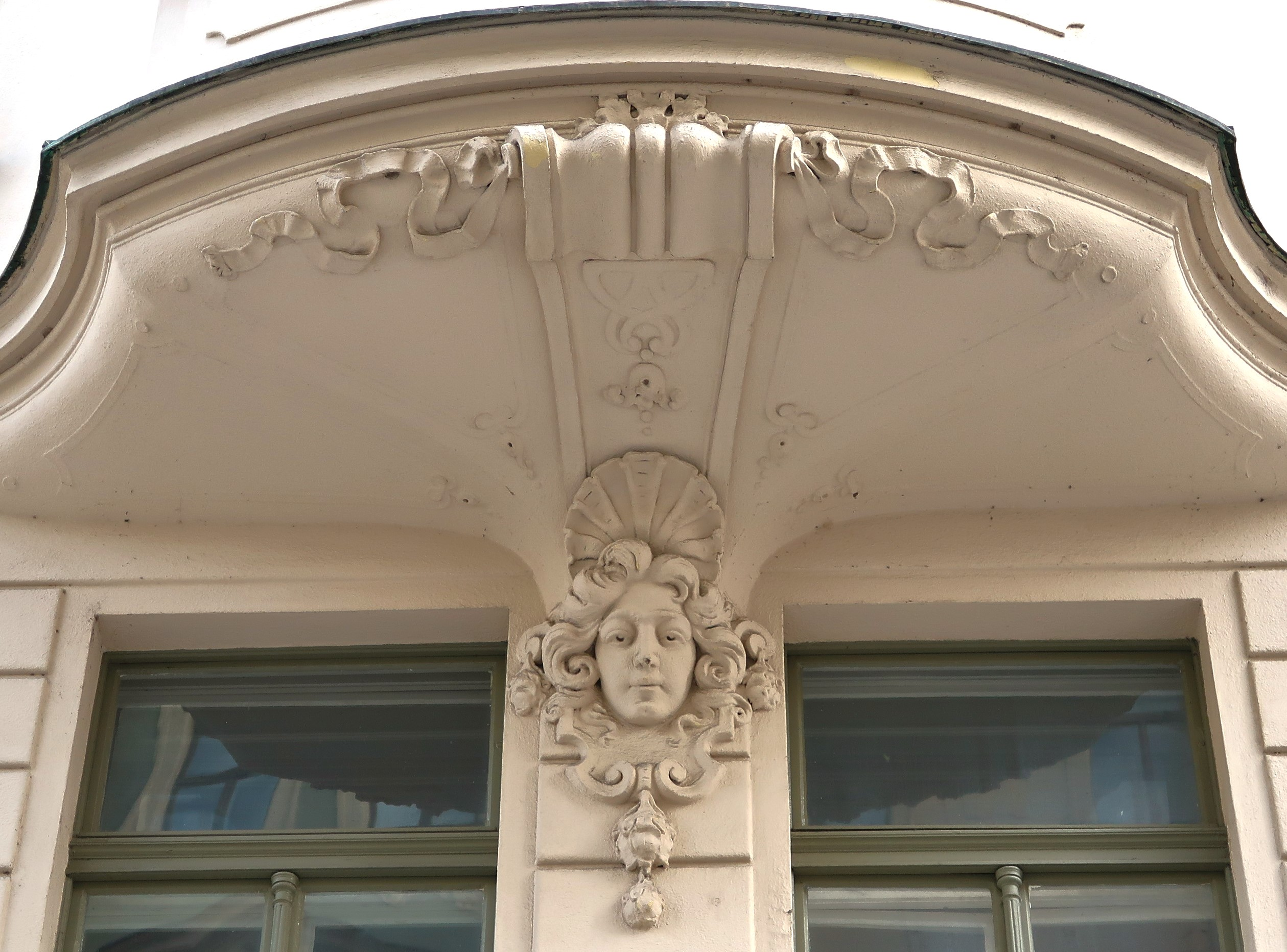
Maskaron - dívčí hlava
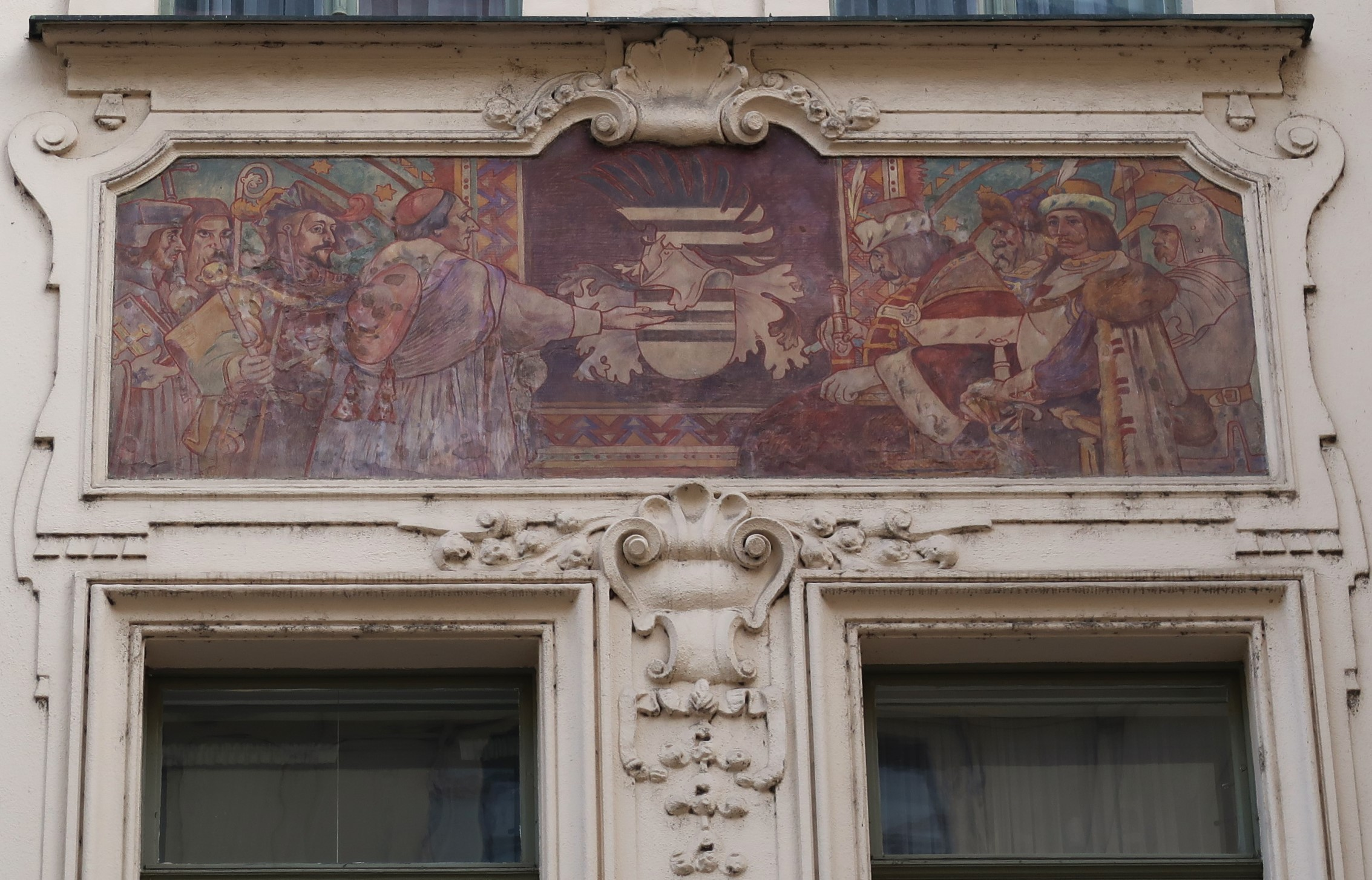
Freska:Jiří z Poděbrad českým králem
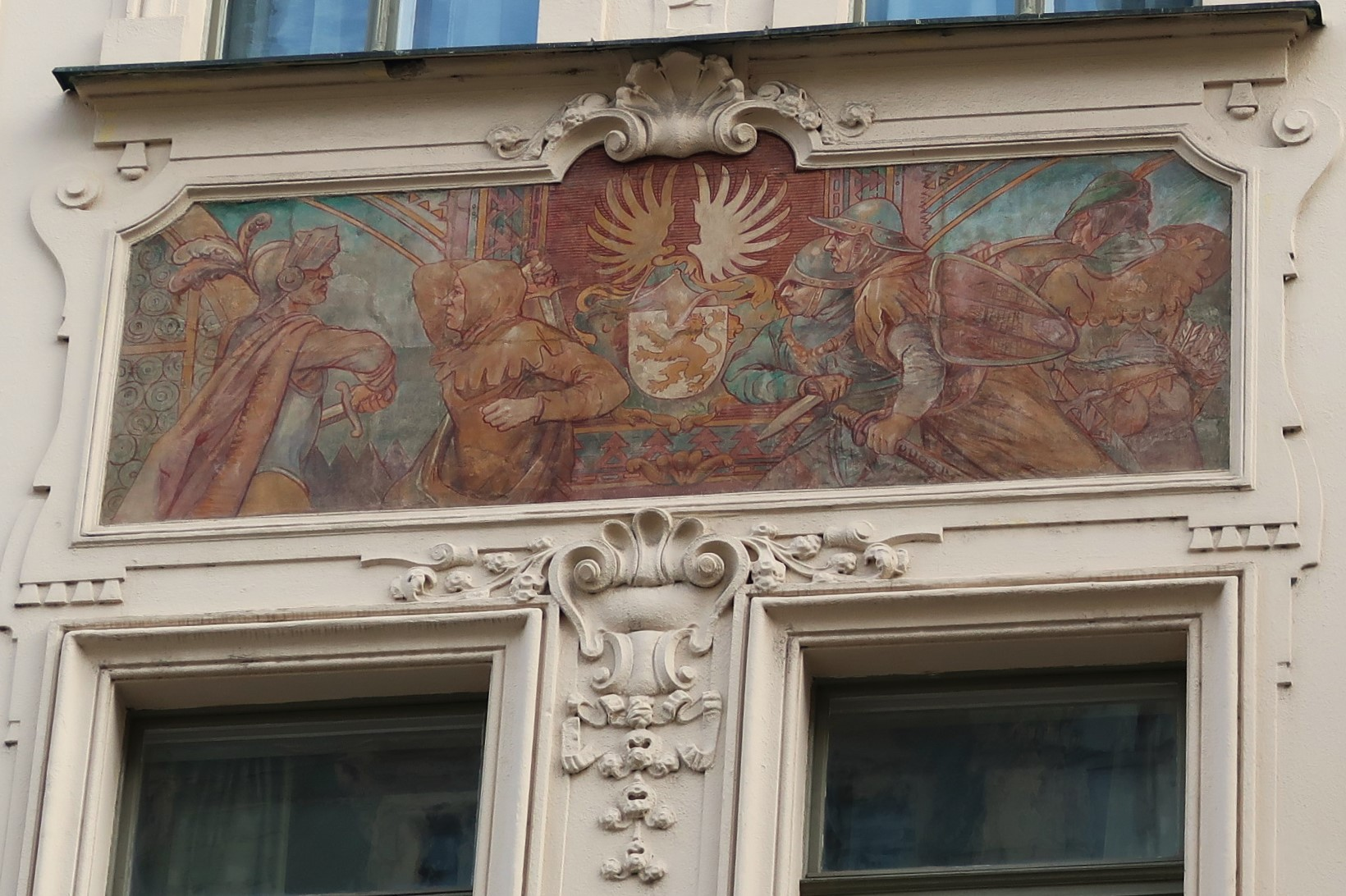
Freska:Poslední boj Hynka Kolšovského